# Mathias Bachstein
Mathias Bachstein (* 18. Juni 1986) ist ein ehemaliger österreichischer Fußballspieler.

## Karriere
Bachstein begann seine Karriere 1995, als Neunjähriger beim damaligen Regionalligisten SCR Altach. Er durchlief alle Jugendabteilungen der Schwarz-Weißen, ehe er noch in den 2000er Jahren den Sprung zu den Amateuren der Altacher schaffte, wo er mit guten Leistungen 2008 auf sich aufmerksam machte. 
Urs Schönenberger, der Trainer der Altacher in der Saison 2008/09, ließ Bachstein am 13. Dezember 2008 das erste Mal in der Bundesliga auflaufen. Bachstein kam in der 89. Minute für den Deutschen Stephan Kling ins Spiel. Das Spiel endete 1:3. Es blieb sein einziger Einsatz. Anschließend spielte er wieder in der zweiten Mannschaft, mit der er im Jahr 2009 in die Regionalliga West aufstieg. Von 2016 bis 2018 spielte er für den FC Koblach in der Landesliga Vorarlberg. Im Sommer 2018 wechselte er zurück nach Altach, wo er noch sporadisch in der dritten Mannschaft spielte und danach seine Karriere als Aktiver beendete.